# 모리카와 다이신
모리카와 다이신(일본어: 森川 泰臣, 1994년 9월 27일 ~ )는 일본의 전 축구 선수이다.

## 구단 경력
과거 로아소 구마모토, 가이나레 돗토리, 후지에다 MYFC에서 활동하였다.